# Tatra T3AS
Tatra T3AS je typ tramvaje, který vznikl modernizací československé tramvaje Tatra T3.

## Historie
V letech 2000 a 2001 proběhla jedna z mnoha modernizací tramvaje T3. Bratislavský vůz evidenční číslo 7707 vyrobený roku 1976 byl v šumperské společnosti Pars nova rekonstruován na typ T3AS. Přitom byl přečíslován na ev. č. 7303. V dalších modernizacích na tento typ se již nepokračuje.

## Modernizace
Přestavba vozu je svým pojetím velmi blízká bratislavským modernizovaným vozům Tatra T3S. Vozová skříň byla kompletně opravena, rekonstruován byl interiér i stanoviště řidiče. Tramvaj obdržela nový polopantograf, čtyřdílné skládací dveře byly vyměněny za dvoukřídlé výklopné, byla dosazena nová čela dle návrhu Ing. arch. Patrika Kotase. Největším rozdílem oproti tramvajím T3S je asynchronní elektrická výzbroj z Elektrotechnického výskumného a projektového ústavu (EVPÚ) Nová Dubnica (podobně jako Tatra T3Mod). Rozhodnutí o instalaci této nové výzbroje však bylo poměrně kontroverzním krokem. Dlouhodobé problémy s výzbrojí neumožňovaly provoz s cestujícími. Do pravidelného provozu byla tramvaj zařazena po dlouhých zkušebních jízdách až na podzim roku 2004 (tedy 3,5 roku po ukončení modernizace).

## Provoz
Modernizace na typ T3AS probíhala v letech 2000 a 2001.
| Současný stát | Město      | Článek | Typ  | Roky modernizací | Počet vozů | Poznámky | Zdroj |
| ------------- | ---------- | ------ | ---- | ---------------- | ---------- | -------- | ----- |
| Slovensko     | Bratislava | článek | T3AS | 2000–2001        | 1          |          | [ 1 ] |